# Panasonic Lumix DMC-L10
Die Panasonic Lumix DMC-L10 ist eine digitale Spiegelreflexkamera für Wechselobjektive. Ihre Markteinführung war im November 2007.
Die der Panasonic-Kamera zeichnet sich besonders durch folgende Eigenschaften aus
- Live-View-Anzeige im frei schwenkbaren Flüssigkristallbildschirm
- Live-MOS-Sensor (total 11,8 MP, effektiv 10,1MP)
- LEICA-D-VARIO-ELMAR-Objektiv mit opt. Bildstabilisator
- Supersonic-Wave-Staubschutzfilter
- Serienbilder mit 3 Bildern/Sek. (max. 3 B. bei RAW)
- Venus-Engine-III-Prozessor für höchste Auflösung
- unterstützt den Four-Thirds-Standard